# كريس نيلسن (لاعب ألعاب قوى)
كريس نيلسن (مواليد 13 يناير 1998) هو لاعب ألعاب قوى أمريكي متخصص في مسابقة القفز بالزانة وقفز عالي، فاز بالميدالية الفضية في أولمبياد 2020 في مسابقة القفز بالزانة.